# Clear.gif
El lenguaje HTML para desarrollar páginas web no permite el alineamiento arbitrario de los objetos dentro del documento.
Cuando Internet no se encontraba tan desarrollado, y prácticamente el HTML era lo único con lo que se contaba para mostrar contenidos, un truco que los desarrolladores utilizaban para poder alinear los textos a la altura y anchura que se desearan dentro de la página, era crear un archivo transparente de un píxel de tamaño y en formato gráfico GIF, que en aquel entonces era el único que permitía manejar transparencia en las imágenes. El archivo era manipulado dentro del código de la página web para que apareciera con cierta alineación, ya que las imágenes si permitían la alineación, pero no el texto.
La transparencia era importante, pues permitía que la imagen no apareciera dentro de la visualización de la página web.
El archivo era usualmente llamado clear.gif, aunque cualquier desarrollador que hiciera la imagen podía crearla con el nombre que quisiera. El nombre de dicho archivo dio lugar al de la técnica.
La manera sencilla en la que se hace trabajar este truco en el código HTML es la siguiente:
<IMG hspace=x vspace=y SRC="/ruta/al/archivo/clear.gif">
Donde x y y son las coordenadas de espaciado horizontal y vertical que se desean, y el atributo SRC señala la ruta hacia el archivo clear.gif. El texto que se escriba a continuación de ese fragmento de código, se alineará a la altura y anchura indicada en la etiqueta.